# OpenSUSE
openSUSE é um sistema operacional baseado no núcleo Linux, desenvolvido pela comunidade openSUSE de forma gratuita.
Após adquirir o SUSE Linux em janeiro de 2004, a Novell, uma empresa norte-americana que na década de 1980 ficou famosa por seu sistema operacional de rede (Netware), após o sucesso lançou o SUSE Linux Professional como um projeto 100% código livre, envolvendo a comunidade no processo de desenvolvimento.
A versão inicial foi uma versão de teste do SUSE Linux 10.0.
O openSUSE é dirigido pela comunidade OpenSUSE Project e patrocinada pela Novell, para desenvolver e manter os componentes das distribuições SUSE Linux.
Depois da aquisição do SUSE Linux, a Novell decidiu fazer da comunidade uma importante parte do processo de desenvolvimento.
Além da distribuição, o projeto openSUSE provê um portal web para o envolvimento da comunidade. A comunidade colabora com o openSUSE em desenvolvimento com representantes da Novell contribuindo com códigos através do openSUSE Build Service, escrevendo documentação, desenhando artes gráficas, criando discussões abertas em mailing lists e canais Internet Relay Chats (irc), assim como aprimorando o openSUSE através de wikis.
Como a maioria das distribuições Linux, o openSUSE inclui diversos ambientes gráficos (padrão) no momento da instalação e o usuário pode escolher entre: KDE, GNOME, LXDE, Xfce entre outros.

## História
No passado, a companhia SUSE Linux tinha focado em um lançamento conjunto do “SUSE Linux Personal” e “SUSE Linux Professional”, incluindo extensiva documentação impressa que esteve disponível para vendas nas lojas. Embora o SUSE Linux tivesse sempre sido um produto de código livre com licença GPL, somente era possível analisar livremente o código-fonte do próximo lançamento, 2 meses depois de lançado. A estratégia do SUSE Linux foi criar uma distribuição Linux tecnicamente superior com um grande número de engenheiros empregados, que poderia fazer que usuários paguem pela distribuição em lojas.
Desde a aquisição pela Novell em 2003 e com o advento do openSUSE isso estava sendo revertido: começando com a versão 9.2, 1 DVD não-suportado Imagem ISO do SUSE Professional esteve disponível para download também um Live DVD bootável. O servidor FTP continua a operar e tem a vantagem de instalação online: Apenas baixando pacotes que o usuário necessitava. O ISO tinha a vantagem de fácil instalação de pacotes, e a habilidade de operar mesmo se a conexão de rede do usuário não estiver Out-of-Box (pronta para usar), assim menos experiência era necessária.
O inicial lançamento estável pela openSUSE Project, SUSE Linux 10.0, esteve disponível para download apenas após da versão comercial SUSE Linux 10.0. em adição, a Novell termina a “Personal Version”, renomeando a versão “Professional” para simplesmente “SUSE Linux”, e remarcando o preço o “SUSE Linux” para quase o mesmo da até então antiga versão “Personal Version”. Com a versão 10.2, a distribuição SUSE Linux foi oficialmente renomeada para openSUSE.
Ao longo dos anos, o SUSE Linux foi uma distribuição com status que incluía software proprietário, com restritivas publicações atrasadas (2 meses de espera para aqueles que não compraram o produto sem ISO disponíveis, mas instalação disponível via FTP) e desenvolvimento fechado para um modelo livre de distribuição para todos de transparência e desenvolvimento aberto. Sua popularidade continua a crescer: como em maio de 2010, por exemplo, as estatísticas de downloads mostra mais que 2 milhões instalações únicas apenas do openSUSE 11.1  e 11.2, [10] com números altos na Alemanha (28%) e Estados Unidos (14%).

## openSUSE leap 16.0

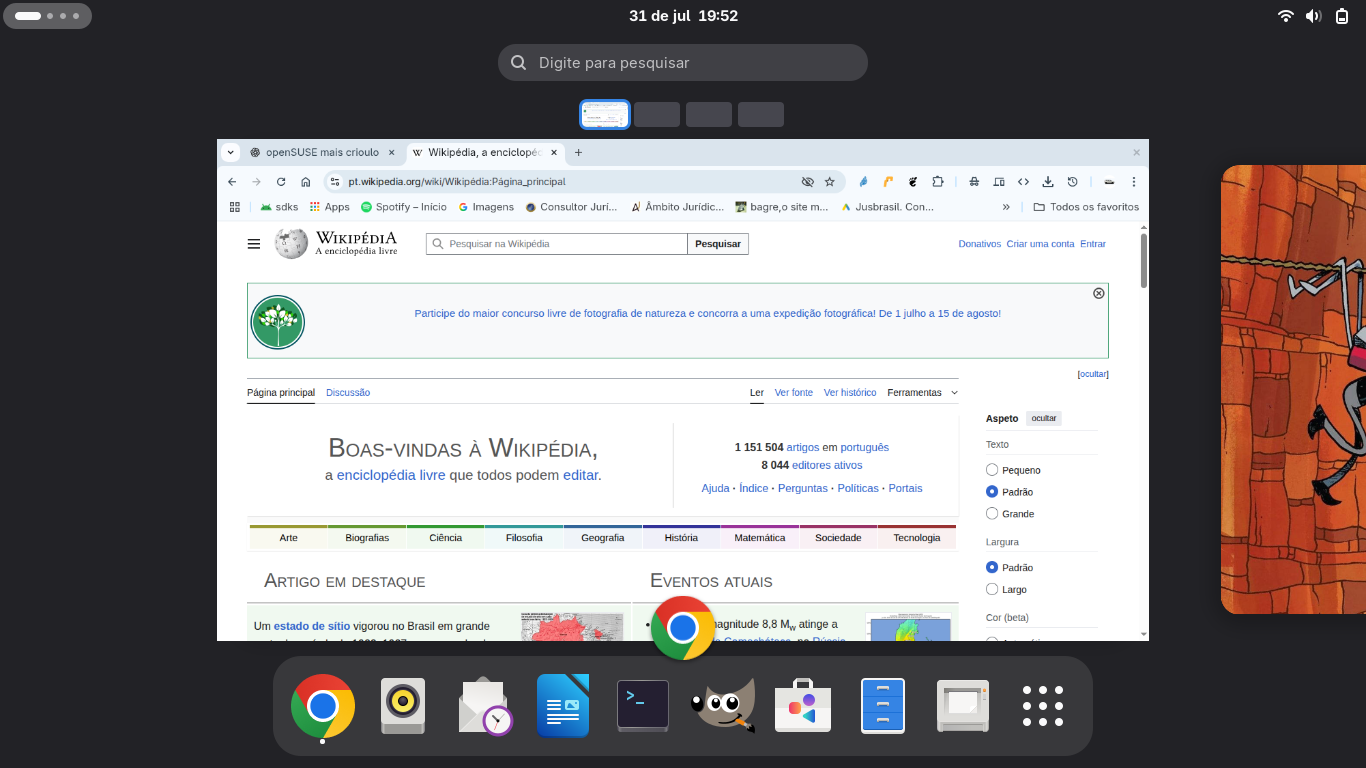
OpenSUSE leap 16.0 rodando num Acer aspire V5-472(2013)

essa versão foi criada em 2025 e é uma atualização com Gnome 48
ainda está em fase beta...
ele aposentou(ou matou)o YaST e depois veio o Agama
Ele Está Focando No Wayland

## Distribuição openSUSE
O openSUSE é completamente e livremente disponível para download direto ou bitTorrent, e também vendido como DVD-Box para o público em geral. Para download, é possível escolher entre baixar o DVD de 4.7 GB, que possui uma grande coleção de software, ou usar a edição mínima, que ao invés de usar os pacotes no DVD, se conecta a rede para baixar o software que o usuário escolher.

### SUSE Studio
O openSUSE conta na sua pagina inicial com o SUSE Studio, que permite a fácil criação de sistemas baseados no openSUSE. A ferramenta permite criar Live CDs ou máquinas virtuais com base nas últimas versões do openSUSE e no SUSE Linux Enterprise, com pacotes personalizados. Também é possível, atualmente, criar um arquivo para uso com a infraestrutura de nuvem da Amazon (Amazon EC2).

### Zypper
O zypper é o gerenciador de pacotes por linha de comando do OpenSUSE, funcionando como o apt-get do Debian ou seja providenciando funções como acesso a repositórios, resolução de dependências entre pacotes, instalação de pacotes, etc...
Veja o exemplo de instalação de um pacote com o zypper:
```
# 
zypper
 
install
 
rhythmbox

```

Também pode-se usar a forma abreviada:
```
# 
zypper
 
in
 
rhythmbox

```

"in" é a abreviação de "install".

## Versões atualmente suportadas do openSUSE

### openSUSE Leap 15.5
O openSUSE Leap 15.5 oferece pacotes em versões mais recentes, tal como Mesa 22.3.5, com suporte para recentes protocolos Vulkan e hardwares tais como Intel DG2 e RDNA 3. O Kernel 5.14.21 inclui cerca de 19.000 patches para suporte a drivers de GPUs, de rede, bluetooth e de dispositivos de armazenamento. O repositório do codec openH264 é ativado por padrão. Dentre os ambiente de trabalho atualizados, destacam-se o Plasma 5.27 e o Xfce 4.18, além do Gnome 41. Outras atualizações incluem o Mozilla Firefox 102 ESR, Mozilla Thunderbird 102 ESR e a suíte de escritório LibreOffice 7.4, além binutils 2.39, glibc 2.31, Go 1.19, Perl 5.26, PHP 8.1, Python 3.6, Ruby 2.5 e Rust 1.69.

### openSUSE Leap 15.6
A versão 15.6 do Leap incorpora várias atualizações importantes de software para a melhoria do desempenho e da segurança. O Kernel Linux 6.4 inclui drivers de hardware atualizados; OpenSSL 3.1; MariaDB 10.11.6 e PostgreSQL 16 para gerenciamento de bando de dados; Redis 7.2 para manipulação de dados e PHP 8.2 e Node.js 20 complementam a pilha de software. OpenJDK 21, para aplicativos baseados em Java; os softwares de comunicação são atualizados com DPDK 22.11, Open vSwitch 3.1 e OVN 23.03. Inclui-se o KDE Plasma 5.27.11, o  Qt 5.15.12+kde151 e o KDE Frameworks 5.115.0, bem assim, o Qt6 6.6.3.

### openSUSE Tumbleweed
Essa versão tem um tempo de suporte "infinito", desde que o utilizador mantenha o sistema atualizado. A forma de atualizar difere um pouco do Leap. Deve-se sempre atualizar via terminal como root com o comando "zypper dup". Ele não possui versões, ou seja, os novos programas serão disponibilizados para atualização assim que forem testados pela equipe do openSUSE. Tem a vantagem de ter as versões mais recentes dos softwares em seus repositórios, porém a atualização frequente pode ser um problema para ambientes que requerem estabilidade maior e para computadores que utilizam drivers proprietários, como por exemplo, o das placas de vídeo da NVIDIA.

## Histórico das versões
O openSUSE tem, em teoria, um ciclo de desenvolvimento de oito meses e um tempo de vida útil (duração das atualizações críticas) de 18 meses a partir da data de lançamento.
| Cor      | Legenda                          |
| -------- | -------------------------------- |
| Vermelho | Versão antiga não mais suportada |
| Amarelo  | Versão antiga ainda suportada    |
| Verde    | Versão atual                     |
| Azul     | Versão futura                    |

| Nome da Distribuição              | Versão     | Data de lançamento     | Versão do Linux      | Suportada até          |
| --------------------------------- | ---------- | ---------------------- | -------------------- | ---------------------- |
| SuSE Linux (baseada no Slackware) | 3/94       | ??/03/1994             | 1.0.0                | ?.?.?                  |
| SuSE Linux (baseada no Slackware) | 7/94       | ??/07/1994             | 1.2.9                | ?.?.?                  |
| SuSE Linux (baseada no Slackware) | 11/94      | ??/11/1994             | ?.?.?                | ?.?.?                  |
| SuSE Linux (baseada no Slackware) | 4/95       | ??/04/1995             | 1.2.9                | ?.?.?                  |
| SuSE Linux (baseada no Slackware) | 8/95       | ??/08/1995             | ?.?.?                | ?.?.?                  |
| SuSE Linux (baseada no Slackware) | 11/95      | ??/11/1995             | ?.?.?                | ?.?.?                  |
| SuSE Linux                        | 4.2        | ??/05/1996             | 1.2.13               | ?.?.?                  |
| SuSE Linux                        | 4.3        | ??/09/1996             | ?.?.?                | ?.?.?                  |
| SuSE Linux                        | 4.4        | ??/05/1997             | ?.?.?                | ?.?.?                  |
| SuSE Linux                        | 5.0        | ??/10/1997             | 2.0.30               | ?.?.?                  |
| SuSE Linux                        | 5.1        | ??/10/1997             | ?.?.?                | ?.?.?                  |
| SuSE Linux                        | 5.2        | 23 de março de 1998    | 2.0.33               | ?.?.?                  |
| SuSE Linux                        | 5.3        | 10 de setembro de 1998 | 2.0.35               | ?.?.?                  |
| SuSE Linux                        | 6.0        | 21 de dezembro de 1998 | 2.0.36               | 19 de março de 2001    |
| SuSE Linux                        | 6.1        | 7 de abril de 1999     | 2.2.6                | 19 de março de 2001    |
| SuSE Linux                        | 6.2        | 12 de agosto de 1999   | 2.2.10               | 19 de março de 2001    |
| SuSE Linux                        | 6.3        | 25 de novembro de 1999 | 2.2.13               | 10 de dezembro de 2001 |
| SuSE Linux                        | 6.4        | 9 de março de 2000     | 2.2.14               | 17 de junho de 2002    |
| SuSE Linux                        | 7.0        | 27 de setembro de 2000 | 2.2.16               | 4 de novembro de 2002  |
| SuSE Linux                        | 7.1        | 24 de janeiro de 2001  | 2.2.18               | 16 de maio de 2003     |
| SuSE Linux                        | 7.2        | 15 de junho de 2001    | 2.4.4                | 1 de outubro de 2003   |
| SuSE Linux                        | 7.3        | 13 de outubro de 2001  | 2.4.9                | 15 de dezembro de 2003 |
| SuSE Linux                        | 8.0        | 22 de abril de 2002    | 2.4.18               | 30 de junho de 2004    |
| SuSE Linux                        | 8.1        | 30 de setembro de 2002 | 2.4.19               | 31 de janeiro de 2005  |
| SuSE Linux                        | 8.2        | 7 de abril de 2003     | 2.4.20               | 14 de julho de 2005    |
| SUSE Linux                        | 9.0        | 15 de outubro de 2003  | 2.4.21               | 15 de dezembro de 2005 |
| SUSE Linux                        | 9.1        | 23 de abril de 2004    | 2.6.4                | 30 de julho de 2006    |
| SUSE Linux                        | 9.2        | 25 de outubro de 2004  | 2.6.8                | 31 de outubro de 2006  |
| SUSE Linux                        | 9.3        | 16 de abril de 2005    | 2.6.11.4             | 30 de abril de 2007    |
| SUSE Linux                        | 10.0       | 6 de outubro de 2005   | 2.6.13               | 30 de novembro de 2007 |
| SUSE Linux                        | 10.1       | 11 de maio de 2006     | 2.6.16.13            | 31 de maio de 2008     |
| SUSE Linux                        | 10.1bis    | 13 de outubro de 2006  | 2.6.16.21            | 31 de maio de 2008     |
| openSUSE                          | 10.2       | 7 de dezembro de 2006  | 2.6.18.2             | 30 de novembro de 2008 |
| openSUSE                          | 10.3       | 4 de outubro de 2007   | 2.6.22.5             | 31 de outubro de 2009  |
| openSUSE                          | 11.0       | 19 de junho de 2008    | 2.6.25.5             | 26 de julho de 2010    |
| openSUSE                          | 11.1       | 18 de dezembro de 2008 | 2.6.27.7             | 14 de janeiro de 2011  |
| openSUSE                          | 11.2       | 12 de novembro de 2009 | 2.6.31.5             | 12 de maio de 2011     |
| openSUSE                          | 11.3       | 15 de julho de 2010    | 2.6.34               | 20 de janeiro de 2012  |
| openSUSE                          | 11.4       | 10 de março de 2011    | 2.6.37.1             | 5 de novembro de 2012  |
| openSUSE                          | 12.1       | 16 de novembro de 2011 | 3.1                  | 15 de maio de 2013     |
| openSUSE                          | 12.2       | 5 de setembro de 2012  | 3.4.6                | 15 de janeiro de 2014  |
| openSUSE                          | 12.3       | 13 de março de 2013    | 3.7.10               | 29 de janeiro de 2015  |
| openSUSE                          | 13.1       | 11 de novembro de 2013 | 3.11                 | 3 de fevereiro de 2016 |
| openSUSE                          | 13.2       | 4 de novembro de 2014  | 3.16.6               | 17 de janeiro de 2017  |
| openSUSE                          | Leap 42.1  | 4 de novembro de 2015  | 4.1.12               | 17 de maio de 2017     |
| openSUSE                          | Leap 42.2  | 16 de novembro de 2016 | 4.4.27               | 26 de janeiro de 2018  |
| openSUSE                          | Leap 42.3  | 26 de julho de 2017    | 4.4.76               | 1 de julho de 2019     |
| openSUSE                          | Leap 15.0  | 25 de maio de 2018     | 4.12.14              | 3 de dezembro de 2019  |
| openSUSE                          | Leap 15.1  | 22 de maio de 2019     | 4.12.14              | 2 de fevereiro de 2021 |
| openSUSE                          | Leap 15.2  | 2 de julho de 2020     | 5.3.18               | 4 de janeiro de 2022   |
| openSUSE                          | Leap 15.3  | 2 de junho de 2021     | 5.3.18               | 31 de dezembro de 2022 |
| openSUSE                          | Leap 15.4  | 8 de junho de 2022     | 5.14.21              | 7 de dezembro de 2023  |
| openSUSE                          | Leap 15.5  | 7 de junho de 2023     | 5.14.21              | dezembro de 2024       |
| openSUSE                          | Leap 15.6  | 12 de junho de 2024    | 6.4.0                | dezembro de 2025       |
| openSUSE                          | Leap 16.0  | outubro de 2025        | TBA                  | TBA                    |
| openSUSE                          | Tumbleweed | "rolling"              | kernel estável atual |                        |

O Projeto Evergreen tinha como objetivo manter versões selecionadas do openSUSE por um período maior de tempo após o término do suporte oficial deixando essas versões selecionadas como versões de suporte estendido. Com o lançamento do openSUSE Leap, o projeto foi descontinuado.
| Versão | Status  | Início do Suporte     | Fim do Suporte         |
| ------ | ------- | --------------------- | ---------------------- |
| 11.1   | inativo | 14 de janeiro de 2011 | Suporte interrompido   |
| 11.2   | inativo | 12 de maio de 2011    | 30 de novembro de 2013 |
| 11.4   | inativo | 5 de novembro de 2012 | 27 de setembro de 2014 |
| 13.1   | inativo | janeiro de 2016       | novembro de 2016       |

## Requisitos de sistema
O openSUSE tem total suporte para os computadores que possuem arquitetura de 64 bits (x86-64). O suporte para processadores PowerPC (PPC) foi descontinuado depois do openSUSE 11.1, e o suporte para processadores 32 bits (i586) foi descontinuado com o lançamento do openSUSE Leap 42.1. O requerimento básico para computadores que não sejam PPC nem i586 seguem abaixo:
- CPU: Intel com EM64T 1.6GHz ou superior (recomenda-se 2.4GHz ou superior, ou qualquer processador AMD64 e Intel64).
- RAM: mínimo de 1 GB, recomendados 2 GB
- Disco rígido: 10 GB para uma instalação mínima, recomendados 16 GB para que uma área de trabalho gráfica esteja disponível

Com exceção do processador, a real especificação mínima alcançável difere. O openSUSE pode funcionar com menos memória RAM e menos disco rígido dependendo dos pacotes instalados.